# Hôtel d'Arvers
L'hôtel d'Arvers est un hôtel particulier du XVIIe siècle situé sur l'île Saint-Louis à Paris, en France.

## Localisation
L'hôtel est situé dans le 4e arrondissement de Paris, sur la rive sud de l'île Saint-Louis, au 12 quai d'Orléans.
Le quai d'Orléans est desservi à proximité par la ligne 7 à la station Pont Marie.

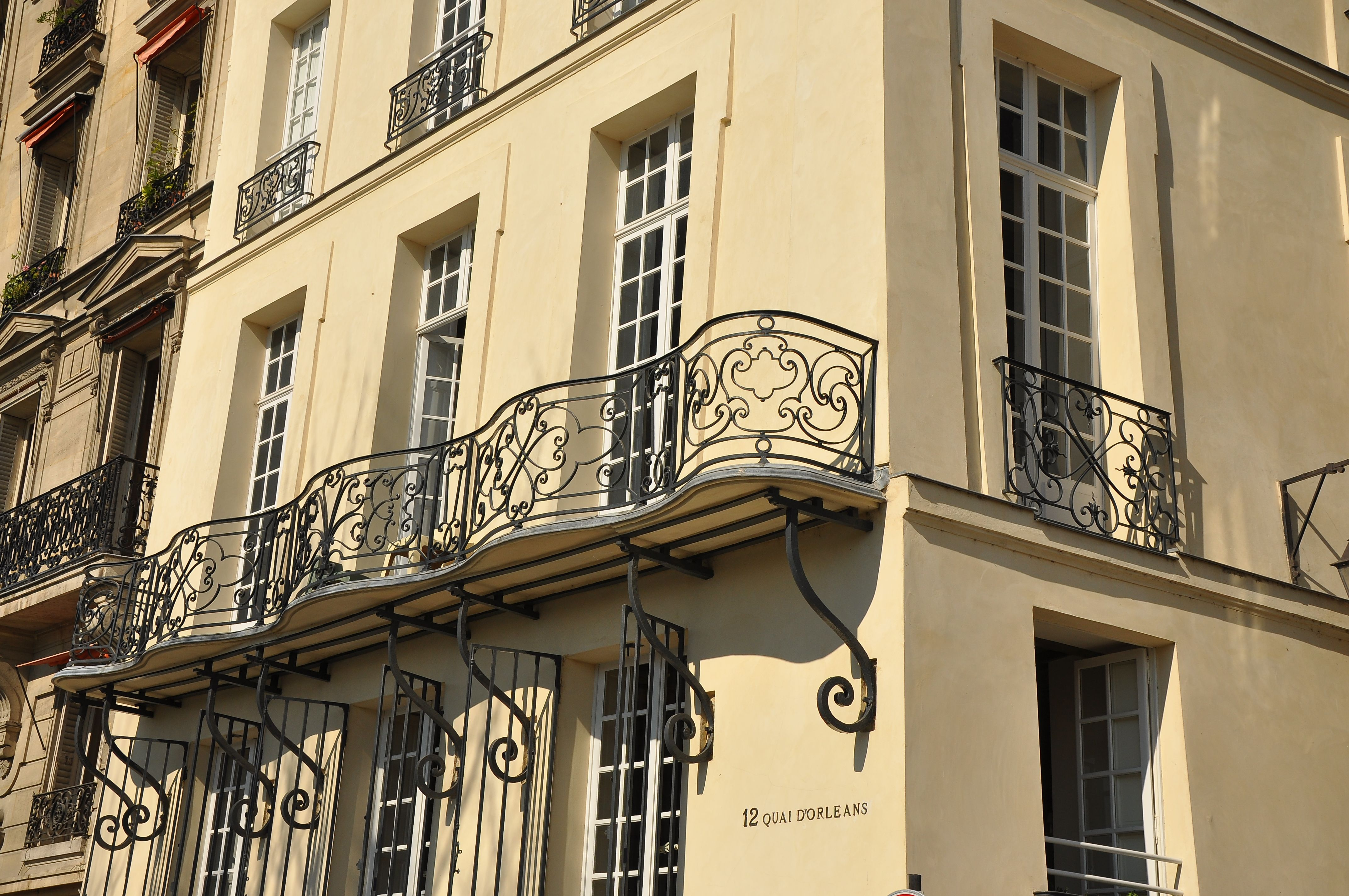
Le balcon.

## Origine du nom

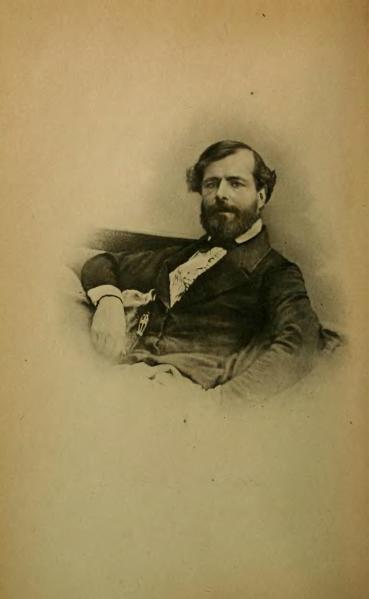
Félix Arvers.

Il porte le nom du poète et dramaturge Félix Arvers (1806-1850), dont il est la maison natale.. 

## Historique
Une plaque en bronze réalisée par le graveur Édouard Fraisse est apposée en la mémoire de Félix Arvers au coin de la rue Budé le 23 juillet 1906, au centième anniversaire de sa naissance. 
Le balcon de l'hôtel est inscrit au titre des monuments historiques en 1926.
En 1930, le concierge de l’immeuble, alcoolique et violent, y est assassiné de deux coups de revolver par sa jeune femme.